# Jóquei Clube de Goiás
O Jóquei Clube de Goiás é um clube recreativo situado no centro da cidade de Goiânia.
Fundado em 1935, o clube foi o primeiro da então nova capital de Goiás.
O complexo totaliza aproximadamente vinte e dois mil metros quadrados, contando com um pequeno bosque com churrasqueiras, academias de ginástica, saunas, piscinas, quadras de esporte, salão de festas, restaurante e playground, atuando com um autêntico centro de lazer e esportes para todas as faixas etárias.
O Jóquei abriga diversas modalidades esportivas, destacando-se principalmente em competições como basquete, caratê, ginástica, judô, tênis de mesa e de  campo, xadrez, vôlei e peteca.
Um local que também faz parte do complexo, está situado no Setor Cidade Jardim, que é o Hipódromo da Lagoinha, com grande freqüência popular que anima as corridas de cavalos, que são sempre realizadas no período vespertino.

## Títulos

### Basquete

#### Masculino
| ESTADUAIS | ESTADUAIS         | ESTADUAIS | ESTADUAIS                          |
|           | Competição        | Títulos   | Temporada                          |
| --------- | ----------------- | --------- | ---------------------------------- |
|           | Campeonato Goiano | 6         | 1943, 1955, 1956, 1957, 1958, 1967 |